# Sherwani

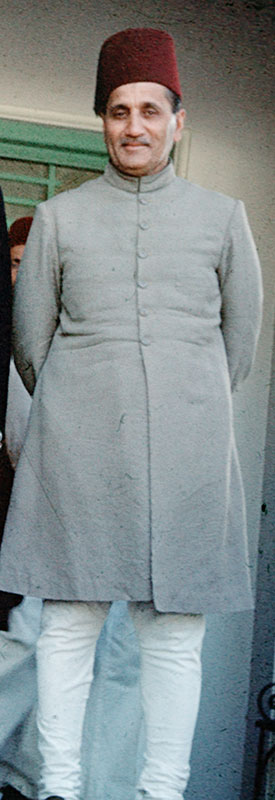
Homem usando um sherwani.

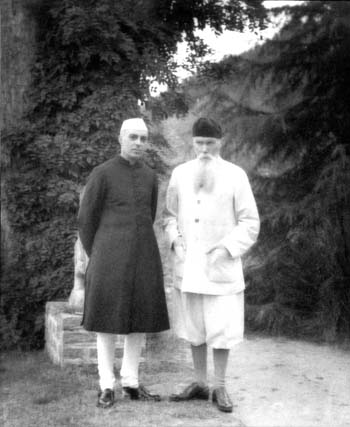
Jawaharlal Nehru (esq) usando um sherwani.

Sherwani (em urdu:  شیروانی‎; Hindi: शेरवानी) é um casaco comprido usado em contexto mais formal na Ásia Meridional. O casaco é tradicionalmente associado às classes superiores muçulmanas de tempos antigos do subcontinente indiano.
Depois da independência do Paquistão, Mohammad Ali Jinnah usava frequentemente o sherwani e fê-lo a veste nacional do Paquistão.